# Ткачук, Елена Владимировна
Елена Владимировна Ткачук (укр. Олена Володимирівна Ткачук; род. 2 ноября 1987, Ворошиловград) — украинская хоккеистка, нападающий клуба «Буз Адамлар», выступающий в чемпионате Турции. Занималась шорт-треком на Украине и в Белоруссии. С 2014 по 2015 год выступала в хоккее с мячом в России. В хоккее с шайбой играла за команды «Пантера» (Минск) и «Королевы Днепра». Игрок национальной сборной Украины с 2017 года. Победительница квалификационного турнира группы B второго дивизиона чемпионата мира 2019. Чемпионка Латвии (2012). Чемпионка Украины 2017 года.

## Биография
Елена Ткачук родилась 2 ноября 1987 года  в Ворошиловграде (ныне Луганск). Занималась шорт-треком под руководством Людмилы Джигаловой и хоккеем с шайбой. В сезоне 2011/12 Ткачук играла за клуб «Пантера» (Минск). В составе команды она стала чемпионкой Латвии, а также выступала Элитной женской хоккейной лиги (EWHL) и Кубке европейских чемпионов. В 2014 году Елена играла в Кубке России по хоккею с мячом в команде «Смилодон» из Москвы. Приняла участие в чемпионате России 2015 за команду «Родина» (Киров). Ткачук сыграла в 6-ти матчах, не отметившись результативными действиями при 10 минутах штрафа. В сезоне 2015/16 она играла на любительском уровне хоккея с шайбой за команду «Союз» (Пенза) в Лиге женского хоккея. В марте 2016 года она приняла участие в гала-матче сезона между сборной Лиги женского хоккея и сборной России.
В 2016 году Ткачук провела сезон в первом розыгрыше чемпионата Украины по хоккею с шайбой. В команде «Королевы Днепра» она стала лучшим бомбардиром, снайпером и ассистентом лиги и помогла команде выиграть чемпионский титул. В августе 2017 года Елена играла в сборной Украины в неофициальном товарищеском матче со сборной Турции. В игре, завершившийся победой украинок со счётом 7:1, Ткачук забросила две шайбы. В январе 2019 года она официально сыграла за сборную Украины. Ткачук приняла участие в квалификационном турнире группы B второго дивизиона чемпионата мира 2019, проводимым в ЮАР. Украинки выиграли все матчи и прошли отбор на турнир второго дивизиона 2020. На турнире второго дивизиона Сборная Украины проиграла все матчи и перешла в третий дивизион мирового первенства. В сезоне 2020/21 Ткачук планировала играть в финском клубе «КооВее», но переход не состоялся. В ноябре 2020 года она подписала однолетний контракт с командой «Буз Адамлар», выступающей в чемпионате Турции.

## Стиль игры
Елена Ткачук обладает высокой скоростью. Она отличается в украинском сборной хорошим уровнем владения клюшкой и шайбой.

## Статистика
| Легенда | Легенда                    | Легенда | Легенда                   | Легенда | Легенда    |
| ------- | -------------------------- | ------- | ------------------------- | ------- | ---------- |
| И       | Количество проведённых игр | Штр     | Штрафное время            | +/−     | Плюс-минус |
| Г       | Голы                       | П       | Голевые передачи          | О       | Очки       |
| -       | Статистика неизвестна      | —       | Статистика не учитывалась |         |            |

### Международная
По данным: Eurohockey.com и Eliteprospects.com

## Достижения
| Год  | Команда         | Достижение                                                                          | Достижение |
| ---- | --------------- | ----------------------------------------------------------------------------------- | ---------- |
| 2012 | Пантера Минск   | Чемпионка Латвии                                                                    |            |
| 2017 | Королевы Днепра | Чемпионка Украины                                                                   |            |
| 2019 | Украина         | Победительница квалификационного турнира группы B второго дивизиона чемпионата мира |            |

| Год  | Команда         | Достижение                          | Достижение |
| ---- | --------------- | ----------------------------------- | ---------- |
| 2017 | Королевы Днепра | Лучший бомбардир чемпионата Украины |            |
| 2017 | Королевы Днепра | Лучший снайпер чемпионата Украины   |            |
| 2017 | Королевы Днепра | Лучший ассистент чемпионата Украины |            |

- По данным Eliteprospects.com.